# François M’Pelé
François M’Pelé (ur. 13 lipca 1947 w Brazzaville) – kongijski piłkarz grający na pozycji napastnika. W swojej karierze rozegrał 29 meczów i strzelił 12 goli w reprezentacji Konga.

## Kariera klubowa
Swoją karierę piłkarską M’Pelé rozpoczął w klubie Standard Brazzaville. Zadebiutował w nim w 1966 roku i grał w nim do 1968 roku. W 1969 roku występował w Inter Club Brazzaville.
W 1969 roku M’Pelé wyjechał do Francji i został zawodnikiem klubu AC Ajaccio. Swój debiut w nim w pierwszej lidze francuskiej zaliczył 5 października 1969 w przegranym 0:2 wyjazdowym meczu z SC Bastia. W sezonie 1972/1973 spadł z Ajaccio do drugiej ligi.
Na początku 1974 roku M’Pelé przeszedł z Ajaccio do Paris Saint-Germain. W sezonie 1973/1974 wywalczył z nim awans z drugiej do pierwszej ligi francuskiej. W zespole z Paryża grał do końca sezonu 1978/1979.
Latem 1979 M’Pelé odszedł do RC Lens. Swój debiut w nim zaliczył 11 września 1979 w zremisowanym 0:0 wyjazdowym meczu ze Stade Lavallois. Zawodnikiem Lens był przez dwa lata. Latem 1981 odszedł do drugoligowego Stade Rennais. Po roku gry w nim zakończył karierę piłkarską.
| Sezon   | Klub                   | Kraj    | Rozgrywki                | Mecze | Bramki |
| ------- | ---------------------- | ------- | ------------------------ | ----- | ------ |
| 1966    | Standard Brazzaville   | Kongo   | Championnat National MTN | ?     | ?      |
| 1967    | Standard Brazzaville   | Kongo   | Championnat National MTN | ?     | ?      |
| 1968    | Standard Brazzaville   | Kongo   | Championnat National MTN | ?     | ?      |
| 1969    | Inter Club Brazzaville | Kongo   | Championnat National MTN | ?     | ?      |
| 1969/70 | AC Ajaccio             | Francja | Division 1               | 24    | 10     |
| 1970/71 | AC Ajaccio             | Francja | Division 1               | 28    | 13     |
| 1971/72 | AC Ajaccio             | Francja | Division 1               | 35    | 17     |
| 1972/73 | AC Ajaccio             | Francja | Division 1               | 34    | 17     |
| 1973/74 | AC Ajaccio             | Francja | Division 2               | 17    | 10     |
| 1973/74 | Paris Saint-Germain    | Francja | Division 2               | 19    | 7      |
| 1974/75 | Paris Saint-Germain    | Francja | Division 1               | 37    | 21     |
| 1975/76 | Paris Saint-Germain    | Francja | Division 1               | 37    | 12     |
| 1976/77 | Paris Saint-Germain    | Francja | Division 1               | 34    | 15     |
| 1977/78 | Paris Saint-Germain    | Francja | Division 1               | 29    | 7      |
| 1978/79 | Paris Saint-Germain    | Francja | Division 1               | 21    | 5      |
| 1979/80 | RC Lens                | Francja | Division 1               | 27    | 7      |
| 1980/81 | RC Lens                | Francja | Division 1               | 35    | 5      |
| 1980/81 | Stade Rennais          | Francja | Division 2               | 34    | 16     |

## Kariera reprezentacyjna
W reprezentacji Konga M’Pelé zadebiutował w 1971 roku. W 1972 roku został powołany do kadry na Puchar Narodów Afryki 1972. Wystąpił w nim w pięciu meczach: grupowych z Algierią (0:0), z Zairem (0:2) i z Sudanem (4:2), w którym strzelił gola, półinałowym z Kamerunem (1:0) i w finale z Mali (3:2), w którym strzelił gola. Z Kongiem wywalczył mistrzostwo Afryki. Został wybrany Najlepszym Piłkarzem tego turnieju.
W 1974 roku M’Pelé powołano do kadry na Puchar Narodów Afryki 1974. Zagrał w nim w trzech meczach: grupowych z Zairem (2:1) i z Gwineą (1:1) oraz półfinałowym z Zambią (2:4 po dogrywce), w którym strzelił gola. Z Kongiem  zajął 4. pozycję w turnieju.
W 1978 roku M’Pelé został powołany do kadry na Puchar Narodów Afryki 1978. Na tym turnieju zagrał w trzech meczach grupowych: z Ugandą (1:3), z Marokiem (0:1) i z Tunezją (0:0). W kadrze narodowej grał do 1978 roku. Wystąpił w niej 29 razy i strzelił 12 bramek.